# 声部連結

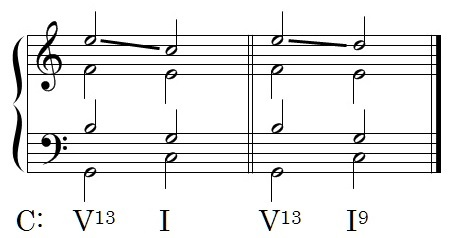
曲の終結部によく用いられる4声の属13和音の声部連結。

作曲において、声部連結（または声部の連結、声部進行、運声法、声部誘導法、ボイス・リーディング）voice leadingとは、それぞれの音を滑らかで調和した形で音楽的に並べることで、あらゆるボイシングにおいて用いられる。

## 詳説

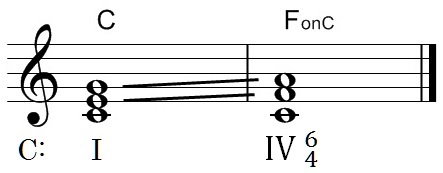
2つの三和音をつなぐ際の声部連結の例。

声部連結とは、同時に動くパートまたは声部の、連続する音高同士の結びつきである。たとえば、基本形のC三和音（最低音から上にC-E-Gと演奏される）から同じ最低音を持つ転回形のF和音（C-F-A）に進むとき、最高音がGからAに上行するのと同時に、真ん中の声部はEからFへと上行する。これが、これらの声部を“導く（lead）”方法だからである。
連続する2つの和音を分けて考える代わりに、それぞれの声部の音の“水平的な”（“時間的な”または“直線的な”）連続性に焦点を合わせる（同様な考え方は、ホモフォニー音楽にもポリフォニー音楽にも適用できる）。バロック、バッハ風の和声で編曲する場合においては、オクターブ、5度、ユニゾンをなす声部の平行は避けられる。しかしながら、ポピュラー音楽やジャズ音楽では、オクターブで平行する声部がしばしば用いられる。
やさしい声部連結（ここで言う「やさしい」とは、歌手にとって読みやすく追いやすいこと）への配慮は、しばしば順次進行の多用をもたらし、全音階的な機能性 diatonic functionality を促進するか置き換えるだろう。
対位法による伝統的な西洋音楽における声部連結は、一般的に、典型的な対位法の規則や様式に由来している。
もし声部連結が、できる限り少ない声部をできる限り狭い音程で進行させ、従ってしばしば「共通音」を保留させる「最短コースの法則 the law of the shortest way」に従うなら、声部連結はケチだと評されるかも知れない。反ケチの、または回り道をする声部連結は、「2つの共通音の保留を避けるトリコルド間の声部連結であり、従って異なる音高に進行するためには少なくとも2つの器楽声部を必要とする」。
我々が何らかの音響を耳にするとき、そこに旋律の流れが知覚されれば、その旋律の流れを音脈 an auditory stream と言う。この音脈化の原理を使って対位法音楽の音響心理学的な基礎を示そうという試みがなされている。「いくつかの音楽の特質、つまり音色、立ち上がりおよび減衰遷移、そしてテンポといったものは、しばしば作曲家により正確に指定されないし、演奏者によるコントロールもされていない」ものと考えられる。
原理の一例は、旋律の反復が速く演奏されるほど、その反復を2つの音脈に分離させるのに必要な音程は狭くなる、というものだ。
2つの交代音 two alternating tones は、一貫性（単位として知覚）、役割（一方が他方を支配する）、またはマスキング（1つの音が知覚から消える）等の、さまざまな音脈化の効果を生み出すだろう。

## 原理
フックスが述べる第1類における4つの基本的な声部連結は次の通り。
1. ある完全協和音程（完全1度、完全5度、完全8度）から別の音程へは、反行または斜行すること。
2. 完全協和音程から不完全協和音程（長3度、短3度、長6度、短6度、長10度、短10度）へは、並行、反行、または斜行すること。
3. 不完全協和音程から完全協和音程へは、反行または斜行すること。
4. ある不完全協和音程から別の音程へは、反行、平行、並行、または斜行すること。